# Tainokia iridescens
Tainokia iridescens är en ringmaskart som beskrevs av Knox och Green 1972. Tainokia iridescens ingår i släktet Tainokia och familjen Oenonidae.
Artens utbredningsområde är havet kring Nya Zeeland. Inga underarter finns listade i Catalogue of Life.